# りりか (2007年生のYouTuber)
りりか（2007年7月27日 - ）は日本の女性YouTuber、TikToker、モデル、インフルエンサー。VAZ所属、女子小中高生向けYouTubeチャンネル「めるぷち」のメンバー。
エラが凄く張っているのがコンプレックスで長年姫カットで隠している。日本人には珍しいケツ顎である。

## 略歴
2021年、『めるぷちオーディション2021』に応募し、合格。4月9日、研究生として「めるぷち」に加入。6月4日から6月30日にかけて「めるぷち」のオフィシャル・アパレルブランド「Melly」第1弾アイテムの予約販売を開始し、自身で考案したTシャツ、パーカーを発売。9月25日、ゲームアプリ『フェアリースフィア』の応援団「フェアリースチアーズ」に就任。10月30日、フェアリスチアーズとして中国の動画共有サービス『bilibili』にて配信される「放課後パーティ、最かわ選手権！」に出演。
2022年3月、研究生からレギュラー生に昇格。6月、アパレルショップ『Cuteee』のプロジェクト企画『Culect』弾一段に参加し、セレクトした商品をCuteeeにて販売。
2023年5月27日、ベルサール西新宿にて開催されたランウェイショー「美少女図鑑COLLECTION2023 SPRING/SUMMER」に出演。7月24日、COOL JAPAN PARK OSAKAにて開催されたファッションイベント「.TEENS_KANSAI 2023」に特別ゲストとして出演。11月、『KIMONO LARME』の12月イメージモデルとしてファッション雑誌『LARME』のInstagramにて登場。
2024年3月20日、デジタル写真集『16 years old♡』（株式会社LARME）をAmazonにて発売。7月6日から9月16日にかけて開催された『めるぷち選抜決定戦2024』に出馬し、最終順位4位で選抜生に就任。11月26日、選抜生として参加するシングル「カワイイをスタート 2024.ver」が音楽配信限定でリリースされた。

## 人物
- 愛称はりーたん、りっちゃん[22]。
- 特技はおしゃべり、人を笑顔にすること[4]、ディズニーランドのキャストさんのモノマネ、頭の回転が早いこと[22]。
- 趣味は恋愛評論、メイク、ファッションなどの美容全般[4]、ディズニーランドに行くこと、ディズニー映画鑑賞[22]。
- 尊敬している人は三上悠亜、星乃夢奈[22]。
- 憧れの人はMINAMI[22]。
- めるぷちでの挨拶は「ふあんふあんりりかです！」[23]。
- めるぷちでのメンバーカラーは紫[24]。

## 出演

### テレビ番組
- ～劇的ライフチェンジ～SCOPE2024（2024年12月30日、東海テレビ）[25]
- あなたを奪ったその日から 第7話（2025年6月2日、関西テレビ・フジテレビ） - 女子高生 役[26]

### WEB
- めるぷち（2021年4月9日 - 、YouTube）[4][7]
- スカイファイトTV[27]（2021年11月3日[28] - 、YouTube）
- CulTV（2021年11月27日[29] - 、YouTube）[4]
- KIMONO LARME（2023年11月30日、Instagram） - 12月イメージモデル[4][17]

### WEBドラマ
- CulTV 「僕らの恋愛独立宣言」第3話・第5話（2022年8月26日、YouTube） - りり 役[4][30]
- ぷらぷらぶ（2023年7月29日・30日・2024年3月16日、YouTube）[4]
- CUL DRAMA（2023年、YouTube）
  - 「ねぇ、今どんな気持ち?!」（2023年12月28日） - 主人公・りり 役[31]
  - 「子どもだからって舐めんな!!」（2023年12月29日） - 主人公・りり 役[32]
  - 「ふざけんな!!それでも教師なの?!」（2023年12月30日） - 主人公・りり 役[33]
  - 「離してください！」（2024年1月6日） - 副会長りか 役[34]
  - 「親友がストーカー女だった。」（2024年1月13日 - 5月4日） - 束縛女子りり 役[35]
  - 「お姉ちゃんの卑怯者!!」（2024年11月30日） - 長女りり 役[36]

### イベント
- 愛媛マンダリンパイレーツ（2022年9月4日）[4][37]
- 超十代2023（2023年）[4]
- 美少女図鑑COLLECTION2023 SPRING/SUMMER（2023年5月27日）[14][15]
- .TEENS_KANSAI 2023（2023年7月24日）[16]
- シンデレラフェス2024（2024年6月9日）[4][38]

## 書籍

### デジタル写真集
- 16 years old♡（2024年3月20日、株式会社LARME）[18]